# Інтегративна медицина
Інтегративна медицина (комплементарна медицина) — це поєднання традиційної медичної практики з альтернативними медичними практиками в лікуванні пацієнта. 
Інтегративна медицина – це медичний підхід, який зосереджується на всій людині, включаючи її фізичне, емоційне та духовне благополуччя. Він поєднує офіційну медицину з такими методами лікування, як лікування травами, акупунктура, масаж, лікування травами, йога та медитація, щоб забезпечити більш цілісний підхід до здоров’я та зцілення. 
Практики інтегративної медицини можуть працювати в різних закладах, включаючи лікарні, клініки та приватні практики, і вони часто співпрацюють з іншими постачальниками медичних послуг, щоб створити комплексний план лікування для своїх пацієнтів. Вони також можуть включити зміни способу життя, такі як здорове харчування та фізичні вправи, у свої плани лікування для сприяння загальному здоров’ю та самопочуттю.
Цей напрямок медицини визнає, що механістичний, фрагментарний і лінійний погляд на науку, тобто редукціонізм, має багато обмежень, особливо в біологічних і медичних науках. Інтегративна медицина забезпечує персоналізваний догляд за кожним пацієнтом, орієнтуючи свої практики на зцілення та підкреслюючи терапевтичні відносини. Його принципи узгоджуються з пропозиціями системної біології, яка визнає складність, цілісність і холістичну природу живих істот.
Інтегративна медицина базується на розумінні взаємодії розуму, тіла та духу та того, як інтерпретувати цей зв’язок у динаміці здоров’я та хвороби. Інтегративна медицина змінює орієнтацію медичної практики з підходу, що базується на хворобі, на підхід, що базується на здоров'ї.
Інтегративна медицина надає догляд, орієнтований на пацієнта, орієнтований на зцілення, підкреслює терапевтичні стосунки та використовує терапевтичні підходи, що походять із традиційної та альтернативної медицини.

### Книги
- Bakhru, Aruna (2023). Nutrition and integrative medicine for clinicians. Volume II (вид. 1st edition). Boca Raton. ISBN 978-1-003-36583-9.
- Bakhru, Aruna (2021). Nutrition and integrative medicine: a primer for clinicians. Boca Raton. ISBN 978-1-032-09488-5.
- McClafferty, Hilary (2017). Integrative Pediatrics: Art, Science, and Clinical Application. (вид. 1st edition). London. ISBN 978-1-315-37110-8.
- Серія книг Advances in Experimental Medicine and Biology

### Журнали
- Journal of Evidence-Based Integrative Medicine
- Evidence-based Complementary and Alternative Medicine
- Experimental & Molecular Medicine (сайт, Nature Portfolio)
- New England Journal of Medicine
- Nature Medicine